# Eumelos von Korinth
Eumelos von Korinth (altgriechisch Εὔμηλος) war nach der antiken Überlieferung ein griechischer Epiker des 8. oder 7. Jahrhunderts v. Chr.
Der Dichter soll ein Sohn des Amphilytos aus dem Geschlecht der Bakchiaden, der korinthischen Könige, gewesen sein. Er wird zu den sogenannten Kyklischen Dichtern (Kykliker) gezählt, die in der Nachfolge Homers die Göttergeschichten in epischen Dichtungen ausschmückten, aber nicht dessen Potenz erreichten. Die Tragiker späterer Zeit haben reichlich aus ihren Stoffen geschöpft.
Eumelos werden drei Epen zugeschrieben: die Korinthiaka, eine mythische Schilderung der Frühgeschichte Korinths, die Titanomachia, die den Kampf zwischen Titanen und Göttern behandelte, und die Europia, welche die Entführung der Europa durch Zeus und wahrscheinlich auch die Nachkommen aus dieser Verbindung darstellte. Auch die Bougonia („Rinderentstehung“), vielleicht ein Lehrgedicht über Viehzucht, soll von ihm stammen. Ferner soll er ein Prozessionslied (prosodion)  für den delischen Apollon verfasst haben.
Keines seiner Werke ist erhalten. Nur ein kleines Fragment aus dem Prozessionslied wird bei Pausanias zitiert. Die Korinthiaka konnte Pausanias für seine Darstellung der Geschichte Korinths noch verwerten, doch heute ist das Werk verloren.
Nach Eusebius von Caesarea war Eumelos ein Kampf- und Zeitgenosse des Archias, der um 734 v. Chr. Syrakus gründete. Nach Martin West sind jedoch die Werke später zu datieren als bisher üblich. Er setzt sie in das späte 7. oder frühe 6. Jahrhundert v. Chr. Klaus Tausend hat vorgeschlagen, das Prosodion für ein Werk des 4. Jahrhunderts v. Chr. anzusehen, das die Messenier nach ihrer Unabhängigkeit von Sparta dem archaischen Dichter zuschrieben, um ihre politische Identität durch eine angebliche frühe Verbindung zu Korinth zu betonen.